# ビーチクラフト デューク
ビーチクラフト デューク
- 分類：双発ターボプロップ飛行機
- 製造者：ビーチクラフト（現ホーカー・ビーチクラフト）
- 初飛行：1966年12月29日
- 生産数：596機[1][2]
- 生産開始：1968年7月
- 運用状況：現役

ビーチクラフト デューク（Beechcraft Duke）はビーチクラフト社が開発した双発軽飛行機である。

## 概要
モデル60 デュークは、ビーチ社の汎用航空機市場向け与圧式軽飛行機の分野への参入を告げる機体であった。機体規模はバロンとクイーンエアの間に相当し、1968年2月1日にFAAからの形式証明を取得した。
1970年には最初の改良型A60が登場し、最大離陸重量の増加とスーパーチャージャーの改良が行われたが、最も多く生産されたのは1974年に登場したB60で、燃料搭載量の増加や機内配置の見直し、与圧システムの改良が加えられていた。
しかし、この種の航空機は市場規模の大きいアメリカであっても高価なものだったため、1983年までに596機が生産されたのみに留まった。

## 諸元(B60)
- 全長：10.31 m
- 全幅：11.972 m
- 全高：3.76 m
- 翼面積：19.78 m2
- 空虚重量：1,939 kg
- 最大離陸重量：3,073 kg
- エンジン：ライカミング TIO-541-E1C4  水平6気筒ピストンエンジン（380馬力） × 2
- 最大速度：459 km/h（高度23,000 ft）
- 巡航速度：330 km/h（高度20,000 ft、出力45％）
- 実用上昇限度：9,100 m
- 航続距離：2,272 km（高度20,000 ft、出力45％、45分の余裕あり）
- ペイロード：乗客最大5名
- 乗員：1名